# George Lucas
George Walton Lucas Jr. (sinh ngày 14 tháng 5 năm 1944) là một nam nhà làm phim người Mỹ. Ông được biết đến nhiều nhất với vai trò tác giả của loạt phim khoa học viễn tưởng Chiến tranh giữa các vì sao và bộ phim phiêu lưu Indiana Jones. Bên cạnh đó, ông còn là người sáng lập ra hãng Lucasfilm.

## Thuở nhỏ
Lucas sinh ra và lớn lên ở Modesto, California, là con trai của Dorothy Ellinore Lucas (nhũ danh Bomberger) và George Walton Lucas Sr., và là người gốc Đức, Đức-Thụy Sĩ, Anh, Scotland và người gốc Hà Lan và Pháp xa xôi. Gia đình ônh đã tham dự Disneyland trong tuần lễ khai trương vào tháng 7 năm 1955, và Lucas sẽ vẫn nhiệt tình với công viên. Ông quan tâm đến truyện tranh và khoa học viễn tưởng, bao gồm cả các chương trình truyền hình như phần tiếp theo của Flash Gordon. Rất lâu trước khi Lucas bắt đầu làm phim, anh ấy đã khao khát trở thành một tay đua xe hơi và Ông đã dành phần lớn thời gian ở trường trung học của mình để đua trên đường đua ngầm tại các khu hội chợ và dạo chơi tại các nhà để xe. Vào ngày 12 tháng 6 năm 1962, vài ngày trước khi tốt nghiệp trung học, Lucas đang lái chiếc Autobianchi Bianchina đã được cải tiến của mình thì một người lái xe khác vượt qua ông, lật xe nhiều lần trước khi đâm vào gốc cây; Dây an toàn của Lucas đã bị đứt, đẩy anh ta ra ngoài và nhờ đó cứu sống ông. Tuy nhiên, phổi của anh ấy bị ảnh hưởng do xuất huyết nặng và ông cần được điều trị y tế khẩn cấp. Sự cố này khiến ônh mất hứng thú với việc đua xe như một nghề nghiệp, nhưng cũng thôi thúc ông theo đuổi những sở thích khác của mình.

## Sự nghiệp

### Đạo diễn, Star Wars và Indiana Jones

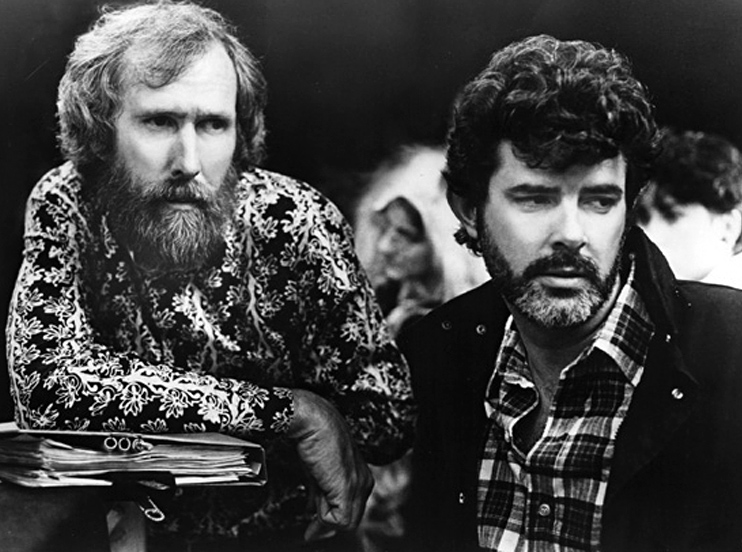
Lucas và Jim Hesnon

Không có được quyền, ông bắt đầu viết một cuộc phiêu lưu ngoài không gian ban đầu mà cuối cùng sẽ trở thành Chiến tranh giữa các vì sao. Bất chấp thành công của anh ấy với bộ phim trước đó, tất cả trừ một hãng phim đã từ chối Chiến tranh giữa các vì sao. Chỉ vì Alan Ladd Jr. tại 20th Century Fox liked American Graffiti nên ông đã buộc phải thông qua một thỏa thuận sản xuất và phân phối cho bộ phim, điều này đã giúp Fox khôi phục lại sự ổn định tài chính sau một số thất bại. Chiến tranh giữa các vì sao bị ảnh hưởng đáng kể bởi các bộ phim về samurai của Akira Kurosawa, Spaghetti Westerns, cũng như các câu chuyện giả tưởng về kiếm và ma thuật cổ điển.
Mất phần lớn tài sản trong vụ ly hôn năm 1987, Lucas miễn cưỡng quay lại Chiến tranh giữa các vì sao. Bất chấp thành công của ông với bộ phim trước đó, tất cả trừ một hãng phim đã từ chối Chiến tranh giữa các vì sao. Chỉ vì Alan Ladd Jr. tại 20th Century Fox thích American Graffiti nên anh ấy đã buộc phải thông qua một thỏa thuận sản xuất và phân phối cho bộ phim, điều này đã giúp Fox khôi phục lại sự ổn định tài chính sau một số thất bại. Chiến tranh giữa các vì sao bị ảnh hưởng đáng kể bởi các bộ phim về samurai của Akira Kurosawa, Spaghetti Westerns, cũng như các câu chuyện giả tưởng về kiếm và ma thuật cổ điển.
Chiến tranh giữa các vì sao nhanh chóng trở thành bộ phim có doanh thu cao nhất mọi thời đại, bị thay thế 5 năm sau bởi E.T. các mặt đất thêm. Sau thành công của American Graffiti và trước khi bắt đầu quay Chiến tranh giữa các vì sao, Lucas được khuyến khích đàm phán lại để có mức phí viết kịch bản và đạo diễn Chiến tranh giữa các vì sao cao hơn mức 150.000 đô la Mỹ đã đồng ý. Ông từ chối làm như vậy, thay vào đó thương lượng để giành lợi thế trong một số phần chưa được xác định trong hợp đồng của ông với Fox, đặc biệt là quyền sở hữu giấy phép và quyền buôn bán (đối với tiểu thuyết, quần áo, đồ chơi, v.v.) và các thỏa thuận hợp đồng cho phần tiếp theo. Lucasfilm đã kiếm được hàng trăm triệu đô la từ các trò chơi, đồ chơi và đồ sưu tầm được cấp phép được tạo ra cho nhượng quyền thương mại.
Khi Chiến tranh giữa các vì sao trở nên nổi tiếng một lần nữa, sau dòng truyện tranh của Dark Horse và bộ ba tiểu thuyết ăn theo của Timothy Zahn, Lucas nhận ra rằng vẫn còn một lượng lớn độc giả. Các con của ông đã lớn hơn và với sự bùng nổ của công nghệ CGI, ông bắt đầu cân nhắc việc chỉ đạo một lần nữa.1997, để kỷ niệm 20 năm Chiến tranh giữa các vì sao, Lucas đã khôi phục bộ ba phim gốc, đồng thời thực hiện nhiều sửa đổi bằng công nghệ kỹ thuật số mới có sẵn để đưa chúng đến gần hơn với tầm nhìn ban đầu của ông. Các bộ phim đã được phát hành lại tại rạp với tên gọi "Phiên bản đặc biệt". Bộ ba đã nhận được nhiều sửa đổi và phục hồi hơn cho các bản phát hành DVD vào năm 2004, bản phát hành Blu-ray vào năm 2011 và bản phát hành 4K phát hành vào năm 2019. Ngoài ra, Lucas đã phát hành bản cắt của đạo diễn THX 1138 vào năm 2004, với bộ phim được cắt lại và chứa một số bổ sung CGI.
Phần tiền truyện đầu tiên của Chiến tranh giữa các vì sao được hoàn thành và phát hành vào năm 1999 với tên gọi Episode I - The Phantom Menace, đây sẽ là bộ phim đầu tiên Lucas làm đạo diễn trong hơn hai thập kỷ. Sau khi phát hành phần tiền truyện đầu tiên, Lucas thông báo rằng ông cũng sẽ đạo diễn hai phần tiếp theo và bắt đầu thực hiện Episode II. Bản thảo đầu tiên của Tập II được hoàn thành chỉ vài tuần trước khi chụp ảnh chính, và Lucas đã thuê Jonathan Hales, một nhà văn của Biên niên sử Indiana Jones thời trẻ, để đánh bóng nó. Nó được hoàn thành và phát hành vào năm 2002 với tên Attack of the Clones. Phần tiền truyện cuối cùng, Episode III - Revenge of the Sith, bắt đầu được sản xuất vào năm 2002 và được phát hành vào năm 2005. Nhiều người hâm mộ lớn tuổi và các nhà phê bình coi phần tiền truyện kém hơn so với bộ ba phim gốc, mặc dù chúng thành công về doanh thu phòng vé và được người hâm mộ nhỏ tuổi yêu thích. Năm 2004, Lucas phản ánh rằng quá trình chuyển đổi của ôny từ nhà làm phim độc lập sang làm phim của công ty đã phản ánh câu chuyện về nhân vật Darth Vader trong Chiến tranh giữa các vì sao theo một số cách, nhưng anh ấy chia sẻ rằng anh ấy rất vui khi có thể làm phim của mình theo cách anh ấy muốn.

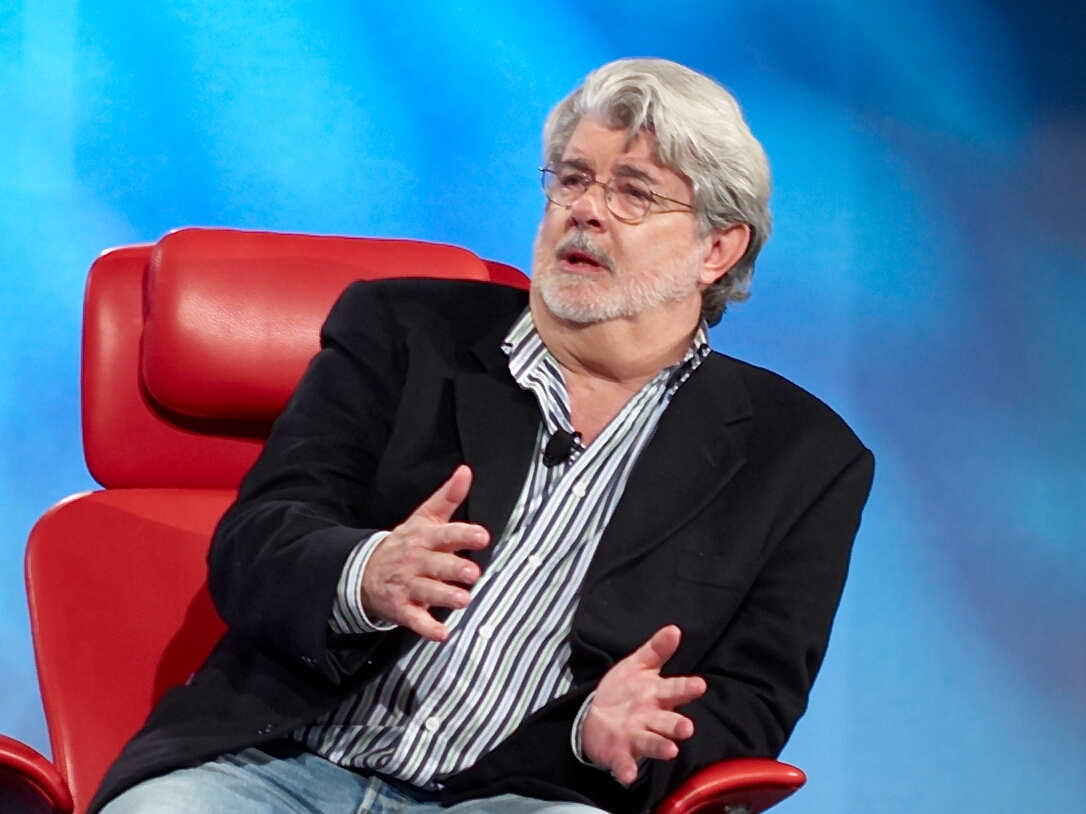
Lucas năm 2007

## Cuộc sống cá nhân
Năm 1969, Lucas kết hôn với biên tập viên phim Marcia Lou Griffin, người đã giành được giải Oscar cho công việc biên tập của cô ấy trên bộ phim Chiến tranh giữa các vì sao gốc. Họ nhận nuôi một cô con gái, Amanda Lucas, vào năm 1981 và ly hôn vào năm 1983. Sau đó, Lucas nhận thêm hai đứa con nữa với tư cách là cha mẹ đơn thân: con gái Katie Lucas, sinh năm 1988 và con trai Jett Lucas, sinh năm 1993. Ba đứa con lớn của ông đều xuất hiện trong ba phần tiền truyện của Chiến tranh giữa các vì sao, bản thân Lucas cũng vậy. Sau khi ly hôn, Lucas có mối quan hệ với ca sĩ Linda Ronstadt vào những năm 1980.

## Danh sách phim
1980: Alan Arnold: Nhật ký về quá trình hình thành "Đế chế tấn công trở lại." ISBN 0-345-29075-5. (người đóng góp)
1983: Dale Pollock: Sky Walking: The Life and Films of George Lucas. ISBN 978-0517546772. (người đóng góp)
1995: George Lucas, Chris Claremont: Bóng trăng. ISBN 0-553-57285-7. (câu chuyện)
1996: Chris Claremont: Bình minh bóng tối. ISBN 0-553-57289-X. (câu chuyện)
1997: Laurent Bouzereau: Chiến tranh giữa các vì sao. Các kịch bản được chú thích. (người đóng góp) ISBN 0-345-40981-7.
2000: Terry Brooks: Star Wars: Episode I – The Phantom Menace (tiểu thuyết, cộng tác viên), Del Rey Books, ISBN 978-0-09-940996-0
2000: Chris Claremont: Ngôi sao bóng đêm. ISBN 0-553-57288-1. (câu chuyện)
2003: R. A. Salvatore: Star Wars: Episode II – Attack of the Clones (tiểu thuyết, cộng tác viên), Del Rey, ISBN 978-0345428820
2004: Matthew Stover: Điểm tan vỡ. (tiểu thuyết, phần mở đầu), Del Rey, ISBN 978-0345455741.
2005: James Luceno: Mê cung Ác ma (tiểu thuyết, cộng tác viên), Del Rey, ISBN 978-0345475732
2005: Matthew Stover: Star Wars: Episode III – Revenge of the Sith., Del Rey, ISBN 978-0345428844. (tiểu thuyết, cộng tác viên & biên tập dòng)
2007: J. W. Rinzler: Quá trình tạo nên "Chiến tranh giữa các vì sao". Câu chuyện dứt khoát đằng sau bộ phim gốc ISBN 0-09-192014-0. (người đóng góp)
2012: James Luceno: Chiến tranh giữa các vì sao: Bệnh dịch hạch Darth. tiểu thuyết (người đóng góp), Del Rey, ISBN 978-0345511294.
2020: Paul Duncan: Kho lưu trữ Chiến tranh giữa các vì sao. 1999–2005 (người đóng góp), Taschen, ISBN 978-3836563444